# Bechtsrieth
Bechtsrieth település Németországban, azon belül Bajorországban. Lakosainak száma 1081 fő (2023. december 31.).

## Népesség
A település népessége az elmúlt években az alábbi módon változott:
| Lakosok száma | 294  | 290  | 1078 | 1056 | 1058 | 1051 | 1066 | 1047 | 1096 | 1081 |
|               | 1875 | 1925 | 2011 | 2012 | 2014 | 2015 | 2017 | 2019 | 2022 | 2023 |